# Gran Premio Costa degli Etruschi 2017
Il Gran Premio Costa degli Etruschi 2017, ventiduesima edizione della corsa, valevole come prova dell'UCI Europe Tour 2017 e della Ciclismo Cup 2017, di categoria 1.1, si svolse il 5 febbraio 2017 su un percorso di 190,6 km. La vittoria fu appannaggio di Diego Ulissi, che completò il percorso in 4h32'24", alla media di 41,982 km/h, precedendo i connazionali Manuel Belletti e Francesco Gavazzi.
Sul traguardo di Donoratico 106 ciclisti, su 148 partiti da San Vincenzo, portarono a termine la competizione.

## Squadre e corridori partecipanti
| N.    | Cod. | Squadra                       |
| ----- | ---- | ----------------------------- |
| 1-8   | UAD  | UAE Abu Dhabi                 |
| 11-18 | ITA  | Italia                        |
| 21-28 | WIL  | Wilier Triestina-Selle Italia |
| 31-37 | BAR  | Bardiani-CSF                  |
| 41-48 | AND  | Androni Giocattoli-Sidermec   |
| 51-58 | NIP  | Nippo-Vini Fantini            |
| 61-67 | GAZ  | Gazprom-RusVelo               |
| 71-78 | DMP  | Delko-Marseille Provence-KTM  |
| 81-88 | UNI  | Unieuro Trevigiani-Hemus 1896 |
| 91-98 | TIR  | Tirol Cycling Team            |

| N.      | Cod. | Squadra                      |
| ------- | ---- | ---------------------------- |
| 101-108 | RSW  | Team Felbermayr Simplon Wels |
| 111-118 | MCC  | Minsk Cycling Club           |
| 121-128 | AMO  | Amore & Vita-Selle SMP       |
| 131-138 | VOL  | Team Vorarlberg              |
| 141-147 | CYC  | 0711/Cycling                 |
| 151-158 | GME  | GM Europa Ovini              |
| 161-168 | MKT  | Meridiana-Kamen Team         |
| 171-178 | SAN  | Sangemini-Mg.KVis            |
| 181-188 | AZT  | D'Amico-Utensilnord          |

## Ordine d'arrivo (Top 10)
| Pos. | Corridore         | Squadra    | Tempo    |
| ---- | ----------------- | ---------- | -------- |
| 1    | Diego Ulissi      | UAE        | 4h32'24" |
| 2    | Manuel Belletti   | Wilier     | a 14"    |
| 3    | Francesco Gavazzi | Androni    | s.t.     |
| 4    | Roman Maikin      | Gazprom    | s.t.     |
| 5    | Davide Mucelli    | Meridiana  | s.t.     |
| 6    | Mikel Aristi      | Delko Mar. | s.t.     |
| 7    | A. Kragh Andersen | Delko Mar. | s.t.     |
| 8    | Paolo Totò        | Sangemini  | s.t.     |
| 9    | Eduard Grosu      | Nippo      | s.t.     |
| 10   | Simone Petilli    | UAE        | s.t.     |